# LRHW
LRHW (англ. Long-Range Hypersonic Weapon «Dark Eagle», рус. Гиперзвуковое оружие большой дальности «Тёмный Орёл») — американская гиперзвуковая ракета класса «земля—земля» большой дальности, предназначенная для поражения стратегически важных и требуемых критически коротких сроков для поражения целей, достигая верхних слоёв атмосферы Земли и оставаясь неуязвимыми для наземных комплексов ПРО до момента удара.
Разработкой комплекса занимается компания Lockheed Martin при участии Northrop Grumman и Dynetics. Проект был запущен в начале 2019 года, с начала разработки ракеты по программе AUR. Уже через 2 года, в октябре 2021, на вооружение США, а в частности 17-й артиллерийской бригады, был передан первый прототип. Первоначально планировалось развернуть первую батарею комплекса к концу 2023, однако в связи с техническими трудностями и некоторыми неудачными испытаниями, стало ясно, что армия США не сможет получить первую батарею до окончания 2025 финансового года.
Конструкция ракеты делится на две части: ракету-носитель и гиперзвуковой планирующий блок (C-HGB).

## История разработки

### Предыстория
Первоначальный интерес ВС США к гиперзвуковому вооружению появился после создания немцами ракеты Фау-2, которая на некотором участке полёта достигала скорости в 5 махов. Однако реальные работы по созданию подобного рода вооружения начались в 1970-х годах, когда был разработан проект SWERVE (аббр. англ. Sandia Winged Energetic Reentry Vehicle Experiment), направленный на создание планирующего ракетного блока. В 1985 году проект успешно завершился. Дальнейшие работы над гиперзвуковым вооружением начались лишь в 2003 году, когда DARPA сформировала проект FALCON (Force Application and Launch From Continental): целью проекта было исследование технологий, способных расширить зону поражения американских ракет, с возможностью их запуска с континентальной части США.
В дальнейшем программа CPGS (Conventional Prompt Global Strike), была основана для развития наработок проекта Falcon и направлена на концепцию гиперзвукового планера, известного как HTV-2. Работы по программе шли и в 2010 году были проведены первые успешные лётные испытания. Второй испытательный полёт закончился провалом, когда через 36 минут после начала полёта связь с аппаратом оборвалась посреди Тихого океана. В связи с этим инцидентом, финансирование программы было резко сокращено, а в 2012 году МО США изменило свой взгляд на ракеты средней дальности, а потому вычеркнуло слово «global» из названия, таким образом программа стала называться — CPS (Conventional Prompt Strike).
Одновременно с программой CPGS, армия вела собственную программу — AHW (Advanced Hypersonic Weapon), которая была основана на самом раннем корпусе от SWERVE, и провела первые удачные лётные испытания в 2011, когда запущенный аппарат преодолел 3700 км и сумел поразить цель. Во время второго испытания в 2014 году, по программе AHW, командование США вынуждено было прервать полёт «из-за аномалии», недалеко от места старта, что привело к сокращению бюджета программы в том же году.
В итоге программа AHW трансформировалась в C-HGB (Common Hypersonic Glide Body), которая в свою очередь использовала наработки обеих AHW и CPS программ для создания новой конструкции планирующего корпуса, ставшего основой армейской ракеты LRHW и морской IR-CPS.

### LRHW
Программа гиперзвукового вооружения для армии США стартовала совместно с ВМС США в 2019 году, когда началась разработка ракеты по программе AUR (All-Up-Round) под эгидой CPS. Предполагалось создать единую ракету под комплекс наземного базирования — LRHW, и морского базирования — IR-CPS, которыми планируют вооружить эсминцы типа «Замволт». Программа включает в себя стратегию тестирования — MTS (Master Test Strategy), сформированную из 5 этапов испытаний, названных — JFC (Joint Flight Campaign), и созданных для оценки лётных характеристик и компонентов ракеты AUR. Где «JFC-1» это совместные испытания ракеты армией и ВМС, «JFC-2/3» испытания в интересах сухопутных сил и запуск ракеты с TEL (Transporter-Erector-Launcher), а «JFC-4/5» будут проведены в интересах флота на эсминцах «Замволт». Как было заявлено со стороны ВС США, разработкой ракетной компоненты занимается компания Lockheed Martin при поддержке Northrop Grumman. В октябре 2022 года, стало известно, что Dynetics также присоединилась к программе, чтобы ускорить разработку и помочь преодолеть трудности, вызванные с провальными испытаниями.
В марте 2020 года, были проведены летные испытания C-HGB (Flight Experiment 2), который был установлен на модификацию ракеты UGM-27 Поларис STARS (Strategic TARget System), не являющейся основным ракето-носителем по программе LRHW AUR.
Первые испытания «JFC-1» были проведены в июне 2022 года на Гаваях, однако были признаны неуспешными. Первая ступень ракеты успешно стартовала и вывела вторую ступень — C-HGB до точки старта. Однако сам планирующий блок не достиг цели, при этом Пентагон отказался комментировать ситуацию, назвав её «аномальной». ВМС заявило, что в течение 2-х месяцев после тестирования устранили неполадку. Из-за неполадок на первых испытаниях министерство обороны в октябре того же года отложило испытания «JFC-2» на первый квартал 2023 финансового года. Как и планировалось, 5 марта 2023 года были проведены испытания, которые также были остановлены во время отсчёта до старта ракеты LRHW AUR на космодроме на мысе Канаверал. Через 9 месяцев, ВМС и армия решили совместно провести тестирование ракеты после нескольких провальных испытаний, как оказалось, связанных с пусковой установкой.
В соответствии с отчётом от июня 2024, о том что армия не смогла развернуть первую боевую батарею LRHW, и на основании текущих планов, GAO заявила о том, что вряд ли сможет развернуть её до 2025 финансового года США. Хотя при этом, ещё в октябре 2021 года, 5-й батальон 3-го полка полевой артиллерии 17-й артиллерийской бригады получил первые прототипы для батареи. Несмотря на неутешительный прогноз счётной палаты, армия уже в конце июня 2024 армия провела успешные испытания «JFC-3» ракеты LRHW AUR, которая стартовала с ракетного полигона Кауаи, на Гавайском архипелаге и пролетела более 2000 миль к испытательному полигону, находящемуся на Маршалловых островах.
В мае 2024 года, было сообщено, что армия США заключила новый контракт с Lockheed Martin на сумму в $756 млн. В рамках нового контракта, Lockheed Martin обязуется поставить электрооборудование специально под комплекс LRHW, а также разработать специальное программное обеспечение.
К концу 2024 года, министерство обороны США планировало провести испытание ракеты «JFC-4», выполняя холодные пуски на испытательном стенде, чтобы продемонстрировать возможность пусков с эсминцев типа «Замволт». А в начале 2025 года провести последнее испытание «JFC-5».
Согласно графику, 12 декабря 2024 года, были проведены успешные испытания «JFC-4». Это были первые испытания в которых использовались центр управления батареей и пусковая установка. Уже через 5 месяцев, 25 апреля 2025 года, были выполнены последние испытания «JFC-5», проведённые на мысе Канаверал. Результаты тестирования все еще оцениваются. Таким образом, согласно графику намеченному в 2024 году, армия США имеет 5 месяцев в запасе, чтобы закончить полноценное развёртывание первой батареи. При этом также сохраняются планы по испытанию ракеты CPS на эсминцах Замволт, к концу 2027, началу 2028 годах.

## Эксплуатация
Ещё в 2019 году США вышли из договора о ликвидации ракет средней и меньшей дальности (РСМД), мотивируя это многочисленными нарушениями со стороны России. Через 5 лет, 10 июля 2024 года, США и Германия объявили о планах размещения в Германии трёх видов неядерных ракет средней дальности, которые включают комплекс LRHW, начиная с 2026 года. При этом считается, что данные действия со стороны Германии, являются ответом на российскую агрессию по отношению к Украине.

## Конструкция и состав комплекса

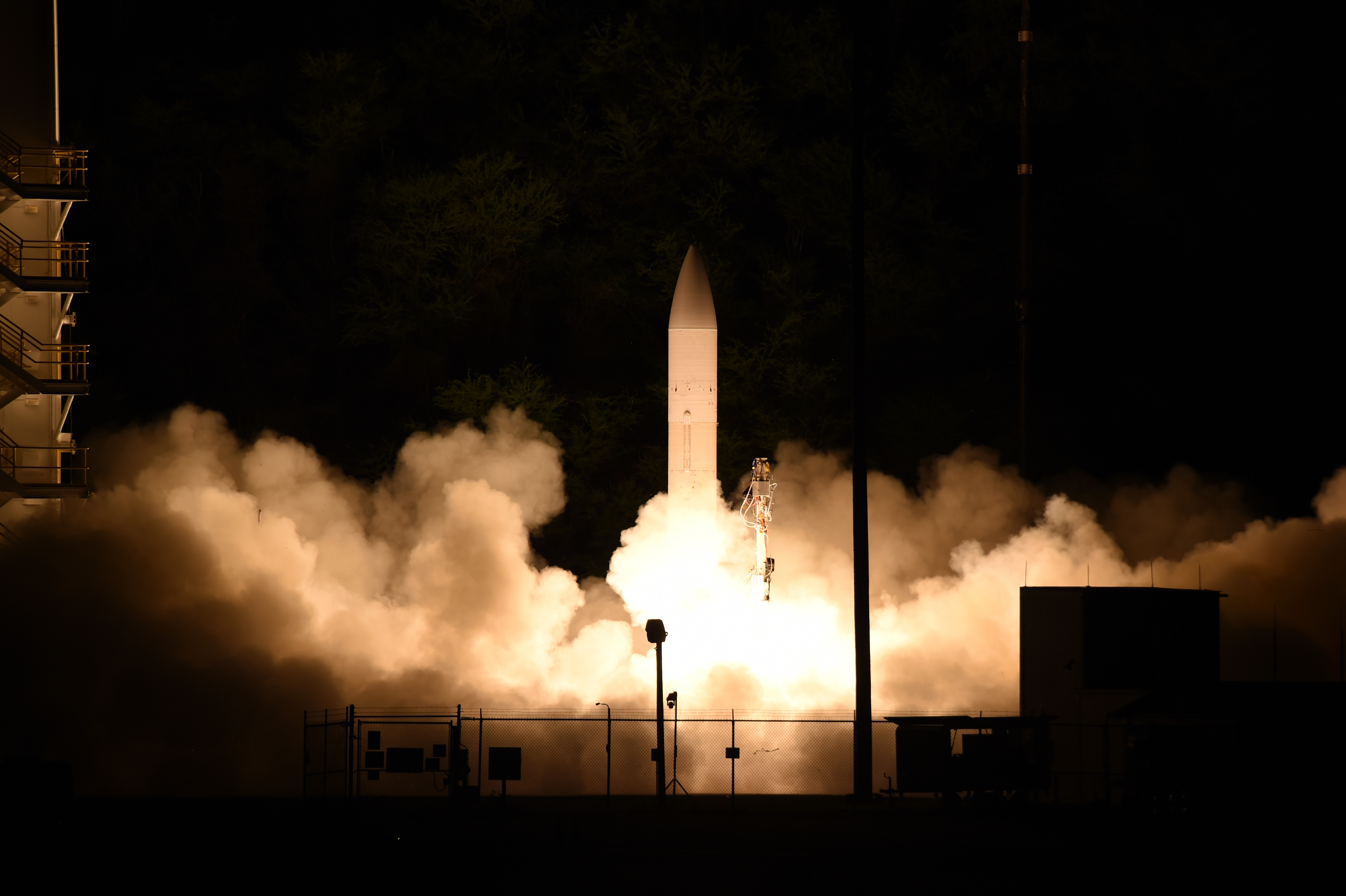
Ракета-носитель во время испытаний планирующего блока

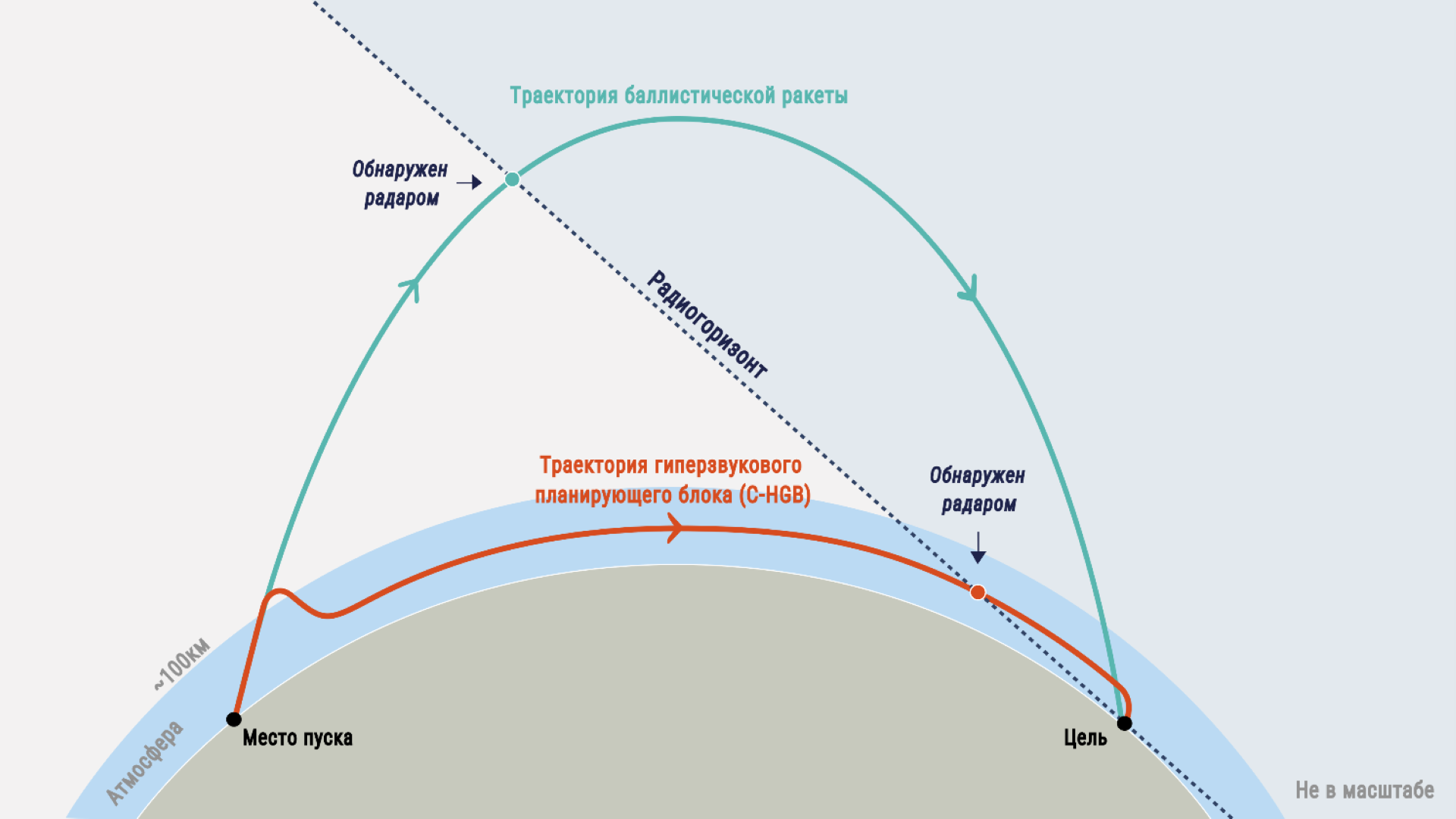
Сравнение траекторий полётов баллистической ракеты и гиперзвукового планирующего блока (C-HGB)

LRHW AUR — это двухступенчатая ракета, первая ступень которой, является ракетой-носителем, выводящим гиперзвуковой планирующий блок (ГПБ) на высоту до нескольких десятков тысяч метров не выходя за пределы атмосферы, и разгоняя его до гиперзвуковой скорости. После достижения ракетой номинальной высоты, первая ступень отстыковывается и вторая ступень, являющаяся планирующим блоком, вступает в работу. 
Во время испытаний в марте 2020 года, была использована ракета STARS на которой расположены решётчатые рули, первые 4 раскрываются незадолго после отрыва, а вторые 4 активируются в течение 60 секунд после завершения работы первой ступени и активации ускорителя на C-HGB. 
Как только ГПБ стартовал, он проходит самый трудный этап полёта, когда выполняет манёвры стабилизации, для этого блок сначала слегка прижимается к земле, а затем снова поднимается, выходя на горизонтальную траекторию. Планирующий блок оснащён специальной теплозащитой, разработанной совместно с AMRDEC.
Батарея LRHW состоит из одного центра по управлению батареей (BOC) и четырёх подвижных пусковых установок (TEL). Таким образом, одна батарея обладает запасом до 8 ракет AUR. Комплекс LRHW является авиатранспортабельным, а также интегрирован в систему AFATDS.